# Pluviôse (Q51)
 (novembre 2011).
Si vous disposez d'ouvrages ou d'articles de référence ou si vous connaissez des sites web de qualité traitant du thème abordé ici, merci de compléter l'article en donnant les références utiles à sa vérifiabilité et en les liant à la section « Notes et références ».
Pour les articles homonymes, voir Pluviôse (homonymie).
Le Pluviôse est un sous-marin français, premier de la classe Pluviôse. Il fut construit par l'arsenal de Cherbourg : mise sur cale le 8 octobre 1905, mise à flot le 27 mai 1907 et mise en service le 5 octobre 1908.
 Il coula le 26 mai 1910 au large du port de Calais, percuté par le paquebot le Pas-de-Calais, faisant vingt-sept victimes.
Dérivé du Narval, le Pluviôse mesurait 51 mètres de long, possédait sept tubes lance-torpilles et pouvait atteindre dix nœuds en plongée et quinze nœuds en surface.

## Histoire

### L’accident
Le 26 mai 1910 à 13 h 36, les deux sous-marins de la même série Pluviôse et Ventôse se livrent à des exercices de plongée au large de Calais où ils sont basés tous les deux. Parmi les vingt-sept hommes dont trois officiers, le capitaine de frégate Prat, commandant la base sous-marine de Calais se trouve à bord du Pluviôse, sur invitation du commandant Callot, pour assister à des manœuvres de torpillage.
Le sous-marin commence à faire surface lorsque le paquebot Pas-de-Calais l’atteint à l’arrière et éventre les caisses à eau et les réservoirs de naphte ; la coque déchirée, l’eau s’engouffre très rapidement, faisant se retourner le sous-marin.
Le port de Calais immédiatement alerté, le capitaine au long cours Salomon, commandant le Pas-de-Calais fait mettre à l'eau une embarcation de manière à passer une aussière sous le sous-marin, afin de le maintenir à la surface de l’eau. Les appels restent vains, aucun signe de vie à l’intérieur, puis soudain le Pluviôse s’enfonce puis disparaît englouti par la mer.

### Les secours

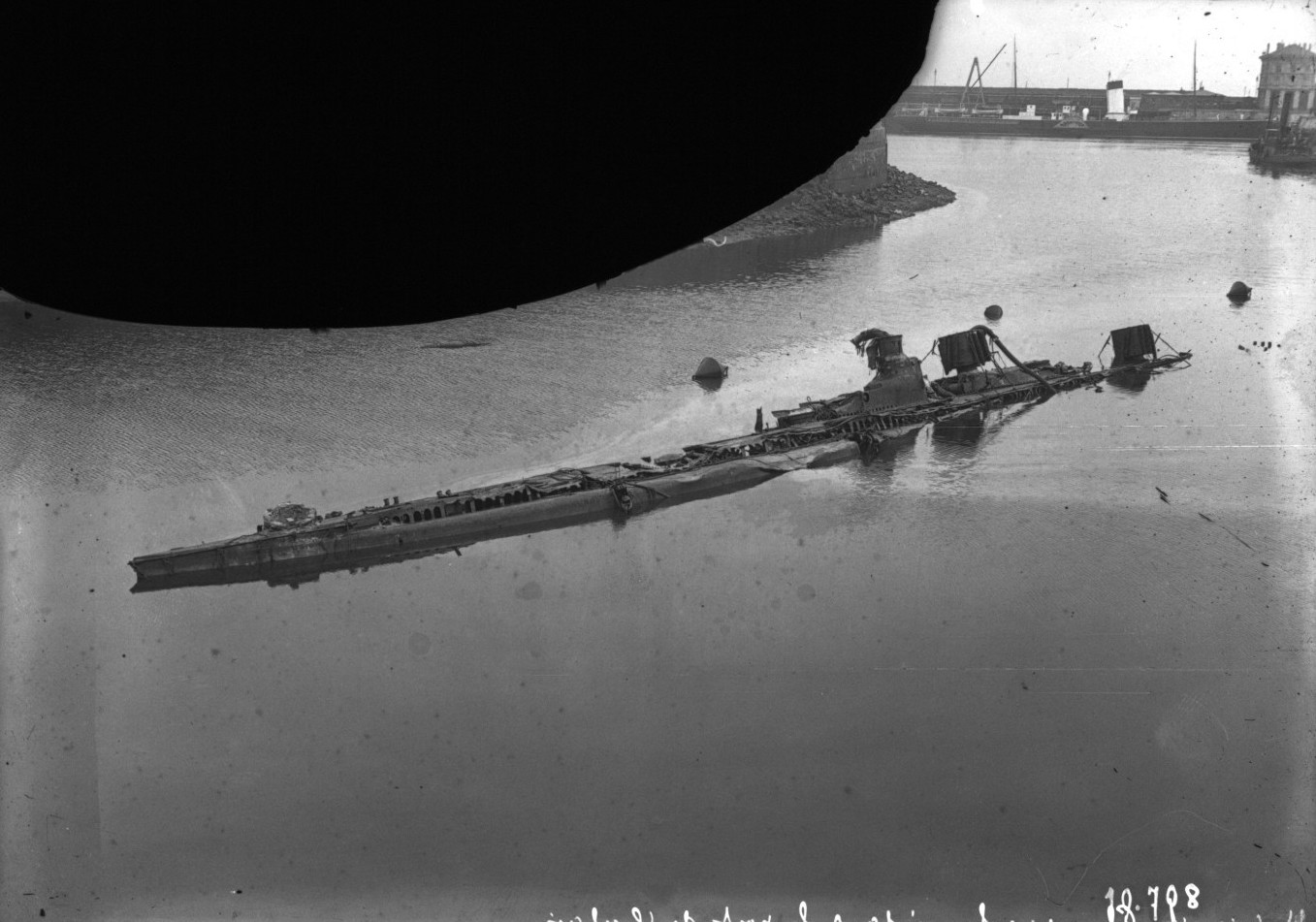
L’épave du Pluviôse dans le port de Calais, le 21 juin 1910.

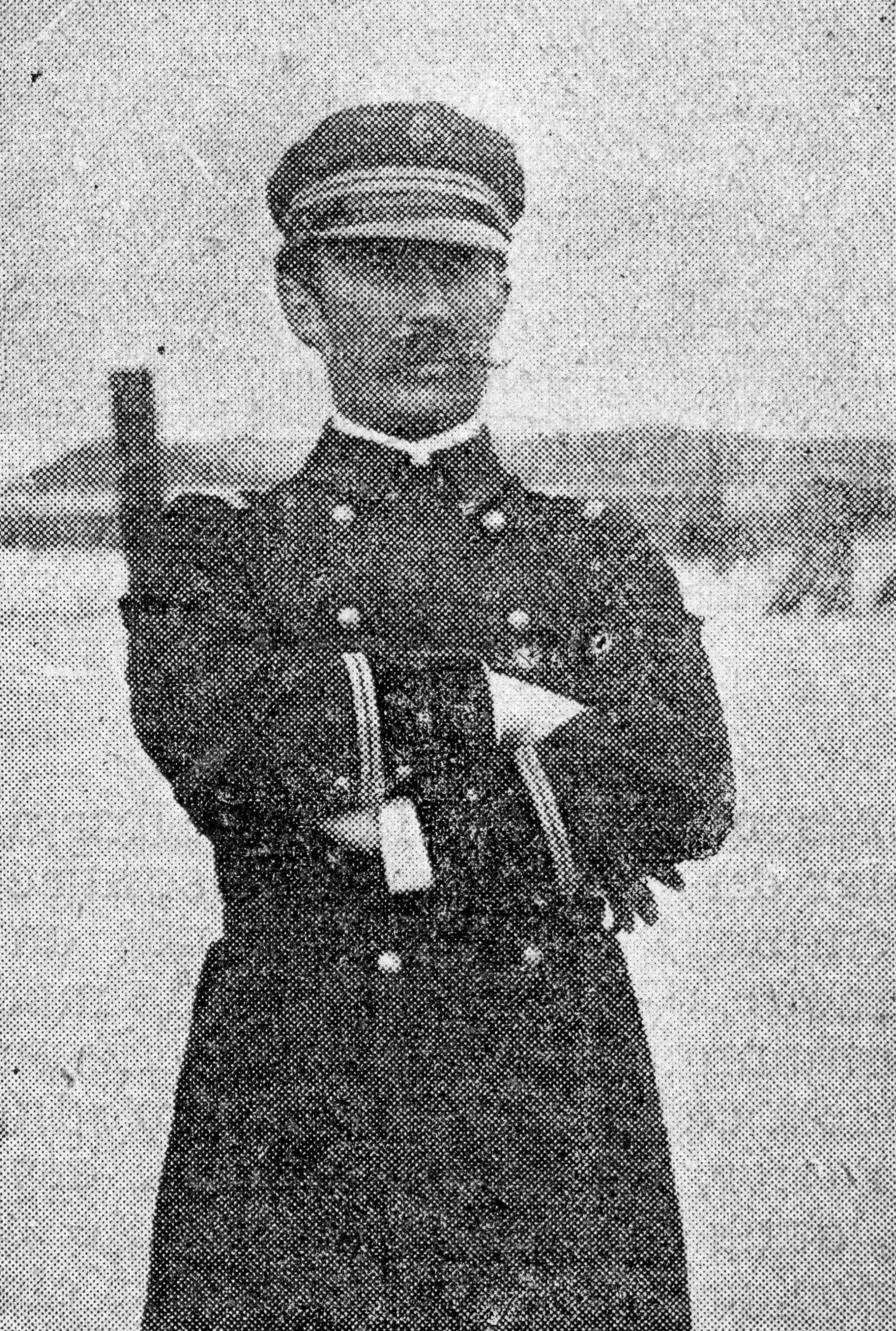
Le médecin-major Savidan

Les secours s’organisent, un scaphandrier descend et, aux coups portés sur la coque, aucune réponse. Il faut se rendre à l'évidence, aucun survivant. Le renflouement du submersible est entrepris grâce à du matériel venu de Cherbourg, et grâce à la gabare La Girafe qui tentera d’élinguer le sous-marin à l’aide de huit chaînes mais, huit jours après, une chaîne seulement est installée.
Le travail, pénible, est confié au garde-côtes cuirassé Bouvines de 6 798 tonneaux et 260 hommes d’équipage, qui, doté d’un matériel adapté à cette tâche, arrivera à bout de ces travaux.
Le 5 juin, alors qu’on commence à espérer le renflouement du sous-marin, une voie d’eau sur une ferrure renvoie le Pluviôse au fond de l’océan. Le 10 juin, l’épave du submersible entre finalement au port de Calais après de multiples péripéties, tirée par trois remorqueurs, le Mouton, le Nord et le Calaisien.
Le 19 juin, le médecin-major Jean-Marie Savidan, muni d’une combinaison et d’un masque, aidé des sous-mariniers du Ventôse, va extraire un à un avec beaucoup de courage les cadavres du sous-marin, et participer à leur identification, avec son confrère le Dr. Mirguet. Savidan sera fait chevalier de la Légion d'honneur pour cet acte de courage et d'abnégation, le jour des funérailles nationales des victimes, par le président de la République Armand Fallières en personne.
Après expertise, il s’est avéré que l’équipage n’a pas survécu plus de dix minutes (les montres des victimes étaient arrêtées à 14 h 10).

### Les victimes

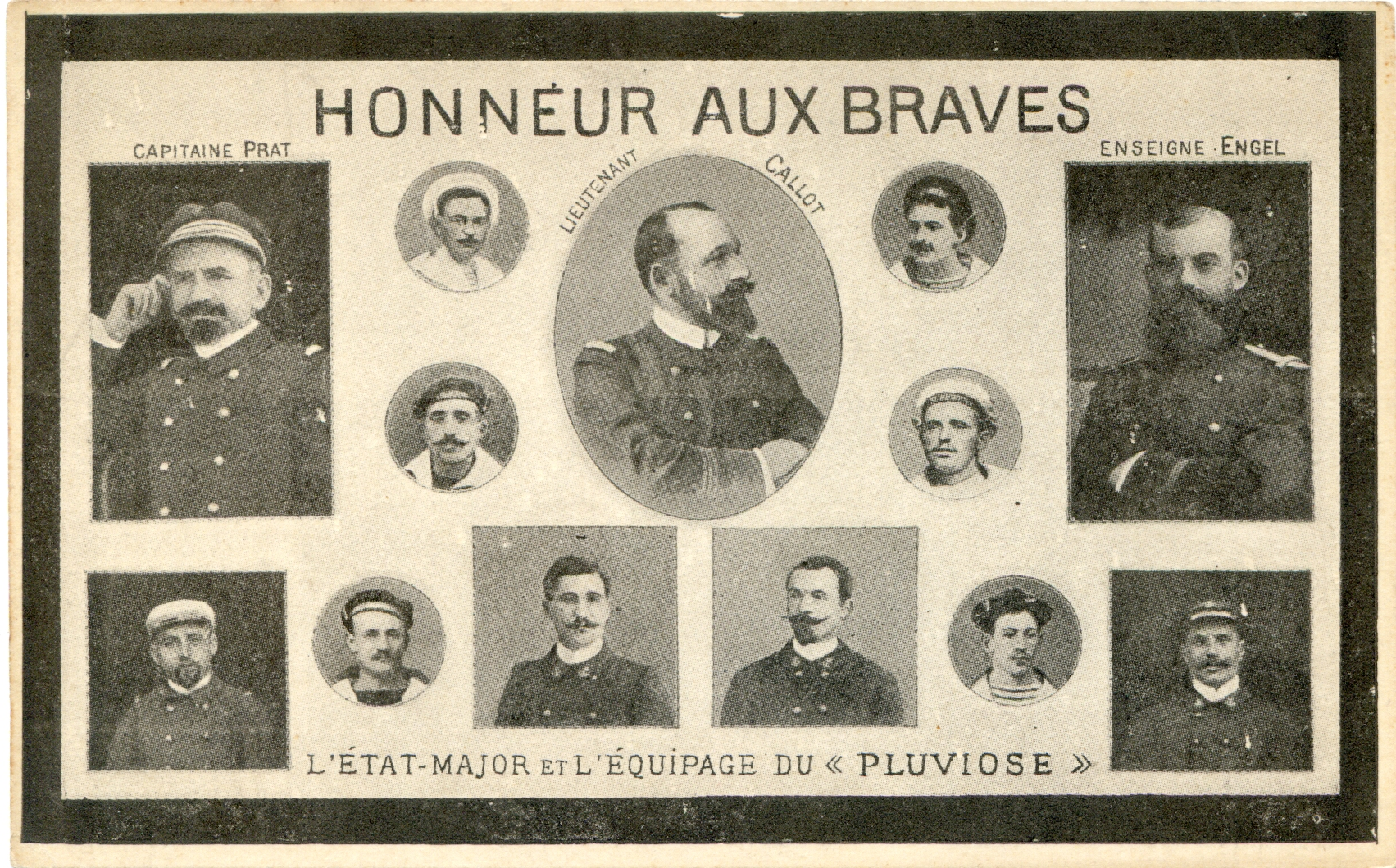
Membres de l'équipage du sous-marin. Honneur aux braves : carte postale éditée en hommage aux victimes.

- capitaine de frégate Ernest Prat, commandant de la base sous-marine de Calais. Célibataire. Inhumé à Castres (Tarn).
- Lieutenant de vaisseau Maurice Callot, commandant du Pluviôse. Marié, 2 enfants. Inhumé à Paris, cimetière du Père-Lachaise.
- Enseigne de vaisseau Pierre Engel, officier en second[4]. Célibataire. Inhumé à Bavilliers (Territoire de Belfort) puis à Mulhouse (Haut-Rhin).
- Premier maître torpilleur Jules Fontaine. Marié, 2 enfants. Inhumé à Granville (Manche).
- Second maître Alexandre Le Prunennec, patron-pilote. Marié. Inhumé à Cherbourg (Manche).
- Quartier-maître torpilleur Pierre Lemoine. Marié, 1 enfant. Inhumé à Pleurtuit (Ille-et-Vilaine).
- Quartier-maître torpilleur Hilaire Huet. Marié, 2 enfants. Inhumé à Barbeville (Calvados).
- Quartier-maître timonier Pierre Le Breton. Marié. Inhumé à Plouha (Côtes d'Armor).
- Quartier-maître de manœuvre Roland Le Moal. Célibataire. Inhumé à L'Hôpital-Camfrout (Finistère).
- Quartier-maître timonier Claude-Joseph Le Floch. Célibataire. Inhumé à Plonéis (Finistère).
- Quartier-maître torpilleur Pierre-Louis Le Floch. Célibataire. Inhumé à Plouharnel  (Morbihan).
- Quartier-maître torpilleur Prosper Liot. Célibataire. Inhumé à Bricqueville-sur-Mer (Manche).
- Matelot torpilleur Joseph Batard. Célibataire. Inhumé à Lantic (Côtes d'Armor).
- Quartier-maître torpilleur Adrien Gautier. Célibataire. Inhumé à Saint-Briac (Ille-et-Vilaine).
- Second maître mécanicien Jean-Louis Moren. Marié, 2 enfants. Inhumé au Faouët (Morbihan).
- Second maître mécanicien torpilleur Albert Gras. Marié. Inhumé à Cherbourg (Manche).
- Quartier-maître mécanicien Abel Henry. Marié, 1 enfant. Inhumé à Calais (Pas-de-Calais).
- Quartier-maître mécanicien Yves Appéré. Marié, 2 enfants. Inhumé à Brest (Finistère).
- Quartier-maître mécanicien torpilleur Joseph-Marie Scollan. Marié, 2 enfants. Inhumé à Brest (Finistère).
- Quartier-maître mécanicien torpilleur Marcel Brésillon. Célibataire. Inhumé à Conflans-sur-Seine (Marne).
- Quartier-maître mécanicien Louis Gauchet. Marié, 1 enfant. Inhumé à Montgivray (Indre).
- Second maître mécanicien Jean-Joseph Moulin. Célibataire. Inhumé à Saint-Maurice (Val-de-Marne).
- Quartier-maître mécanicien torpilleur Georges Warin. Célibataire. Inhumé à Paris, cimetière du Montparnasse.
- Quartier-maître mécanicien Henri Chandat. Célibataire. Inhumé à Saligny-sur-Roudon (Allier).
- Quartier-maître mécanicien torpilleur Auguste Delpierre. Célibataire. Inhumé à Calais (Pas-de-Calais).
- Quartier-maître mécanicien torpilleur François Manach. Célibataire. Inhumé au Tréhou (Finistère).
- Matelot cuisinier Alfred Carbon. Célibataire. Inhumé au Havre (Seine-Maritime).

La Marine nationale donnera le nom du commandant du Pluviôse au sous-marin mouilleur de mines qu'elle lancera le 23 juin 1921 à Bordeaux. Le Maurice Callot achèvera sa carrière à Toulon en janvier 1938.
Les villes natales des officiers sous-mariniers morts dans la catastrophe continuent d'honorer la mémoire de leurs disparus au travers des noms qu'elles ont donnés à l'une de leurs rues : la rue du Commandant-Prat à Castres, la rue du Commandant-Callot à La Rochelle et la rue Pierre-Engel à Bavilliers (Territoire-de-Belfort).

### Les funérailles
Des funérailles nationales sont organisées pour les victimes le 22 juin, un train spécial amène à Calais quatre-vingt députés et sénateurs, un second train salué par cent coups de canon amène le Président de la République Armand Fallières, le Président du conseil Aristide Briand, le ministre de la Guerre le général Jean Brun, le ministre de la Marine l’amiral Boué de Lapeyrère, des consuls, des officiers anglais, allemands, japonais, américains, etc.
Les corps réunis dans la salle des pas-perdus de l’hôtel de ville sont chargés sur des affûts de canon pour être conduits à l’église Notre-Dame. Quatre mille soldats montent la garde tout au long du parcours, et parmi eux Charles de Gaulle qui effectue son service militaire à Saint-Omer et qui ne fut pas admis à porter un cercueil en raison de sa taille.
Après une messe de requiem, les cercueils sont dirigés jusqu’à la chapelle ardente, près de l’épave du Pluviôse. Les discours prononcés par les ministres successifs, les victimes sont dirigées vers les cimetières respectifs de leur terre natale.
Aux vingt-sept victimes s’en rajoutera une vingt-huitième : un spectateur se penchant à une fenêtre pour voir passer le cortège funèbre tombera du troisième étage.
Le 19 juin est donné un gala à l’Opéra de Paris pour les victimes avec la participation de nombreux chanteurs, Caruso, Leo Slezak et cantatrices célèbres, Olive Fremstad, Louise Homer, Geraldine Farrar, Frances Alda, Jeanne Maubourg, de la troupe du Metropolitan Opera, présente à Paris à ce moment-là, orchestre dirigé par Toscanini 

#### Monuments
Le Pluviôse, un monument de bronze à la mémoire des vingt-sept victimes, fut inauguré le 22 juin 1913 à Calais. Il est l'œuvre du sculpteur Émile Oscar Guillaume. On peut y lire la phrase suivante : « Aux marins du Pluviôse morts pour la Patrie »

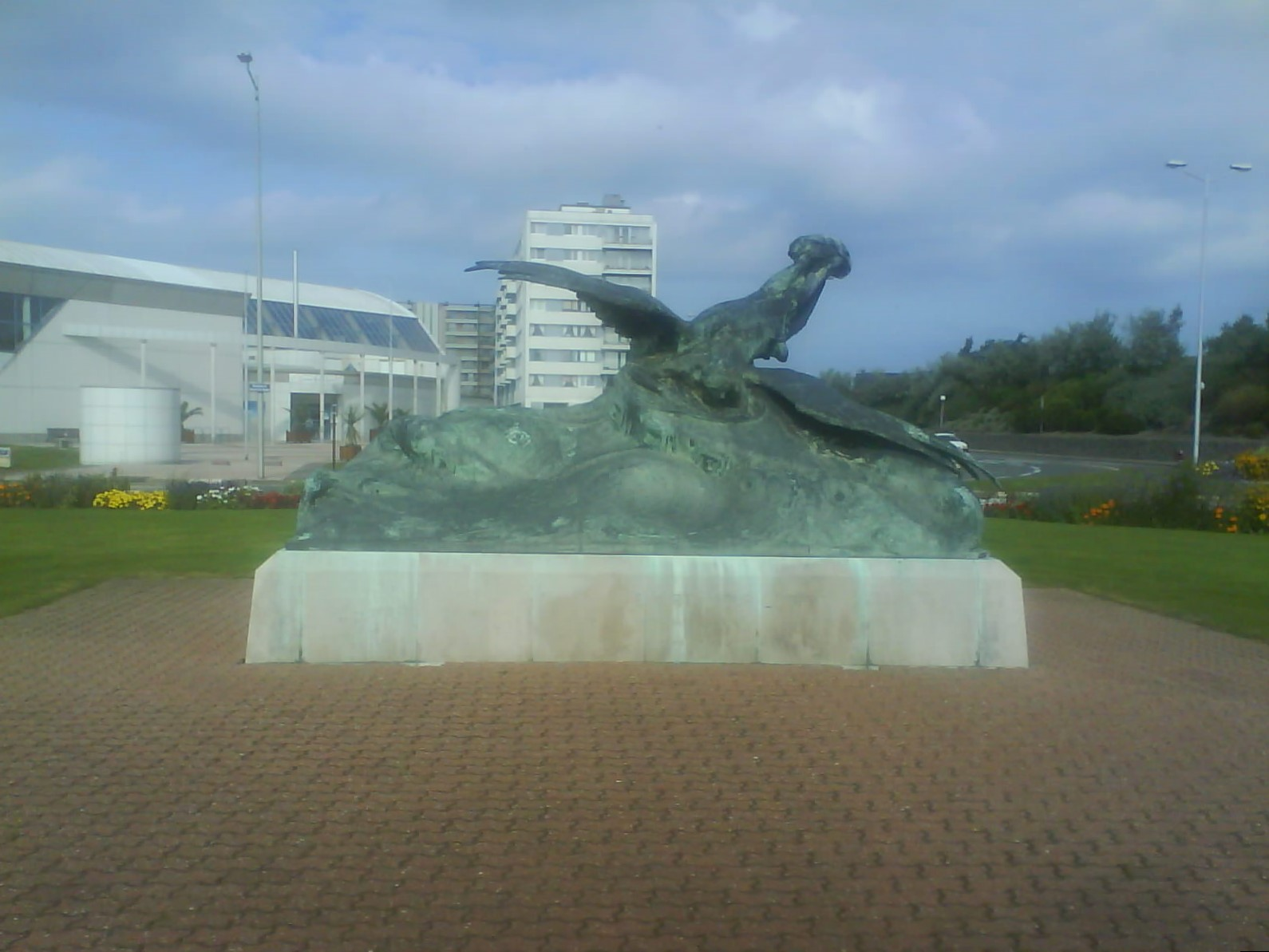
Le monument Le Pluviôse le 11 septembre 2008 avant sa restauration.
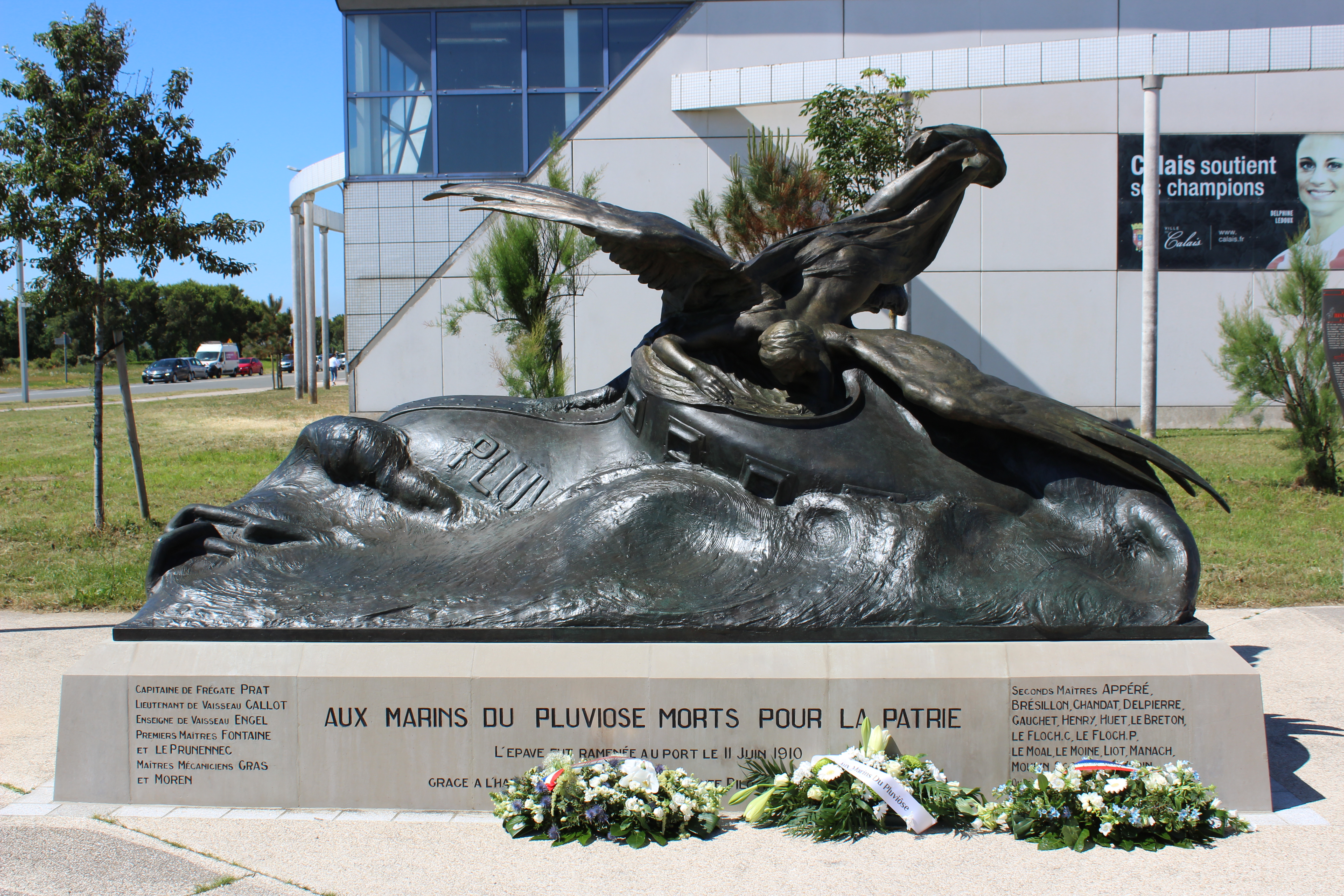
Le monument Le Pluviôse après sa restauration le 24 juin 2023.
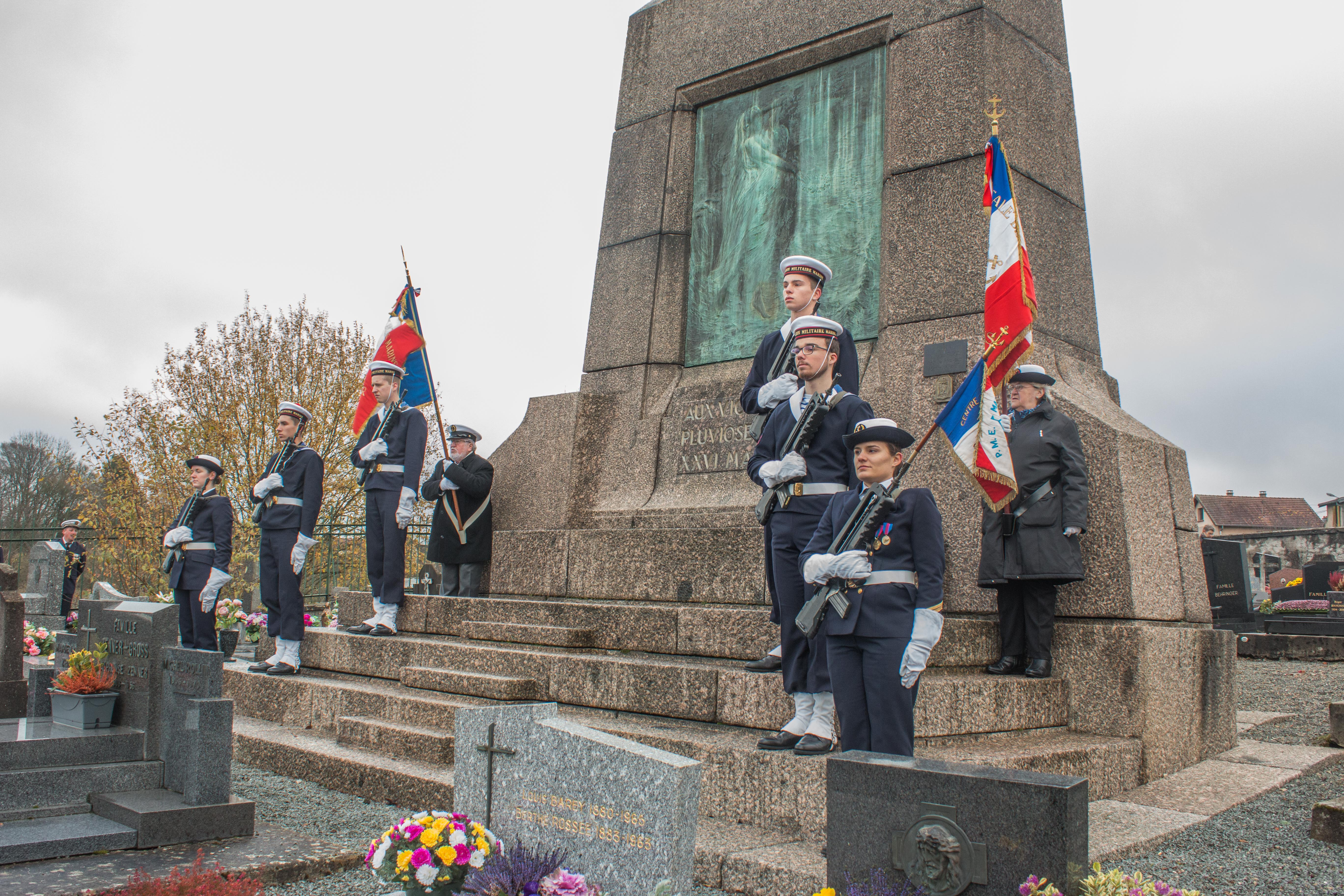
Le monument Le Pluviôse de Bavilliers lors d'une cérémonie le 26 novembre 2017.

Un autre monument a été élevé à la mémoire des 27 victimes du Pluviôse dans le cimetière de Bavilliers (90). Le site de la commune de Bavilliers mentionne ce monument. C'est Alfred Engel, père de l'enseigne de vaisseau Pierre Engel, d'origine alsacienne mais optant et habitant alors à Bavilliers, qui l'a fait ériger en 1912. Tous les ans, la commune rend hommage à l'un de ses fils, et à ses 26 camarades. Le 100e anniversaire a été célébré le 26 mai 2010. Le corps de Pierre Engel, inhumé initialement à Bavilliers du fait de l'annexion de l'Alsace-Lorraine jusqu'en 1918, fut finalement inhumé à Mulhouse après la fin de la guerre.

### La seconde carrière
Après avoir été trainé de cale en cale, le Pluviôse est réparé à Cherbourg le 4 août 1910. Rendu à la navigation en janvier 1911, il est réaffecté à la première escadrille de sous-marins de la Manche. Pendant la guerre de 1914-1918, il patrouille le long du littoral français et au sud des côtes anglaises, chargé de la protection du Pas de Calais.
Désarmé le 12 novembre 1919, sa coque est utilisée à Cherbourg pour des essais de décompression puis est vendue 83 103 francs par les Domaines pour la casse le 4 septembre 1925.
Un second sous-marin portant ce nom devait être mis en chantier à Toulon à partir d'avril 1940. L'occupation allemande mit un terme au projet qui ne fut pas repris après la guerre.

## Chants de marins
La tragédie du Pluviôse sera la source d'inspiration de plusieurs chansons réalistes : 
- Le Petit Sous-marin ou Lettre d’un officier de marine à sa femme, paroles de Roland Gaël, musique de Gaston Gabaroche et Paul Dalbret (1910), interprétée à l'époque par Paul Dalbret et par Marcelly.
- Ceux du « Pluviôse », texte de Théodore Botrel paru dans le journal Le Phare de Calais du 25 juin 1910.
- La Catastrophe du « Pluviôse », paroles de Eugène Gervais sur l'air Ell' n'était pas jolie, parues dans le journal dunkerquois Le Nord Maritime le 9 juin 1910[7]
- Le Pluviôse, paroles de Louis Pouilly sur l'air de J'ai tant pleuré, musique de Joseph Rico (1911).

## Précédents douloureux
En ce début de siècle, la marine française a connu trois grandes catastrophes à bord de sous-marins : 
- 6 juillet 1905 : le Farfadet coule dans le lac de Bizerte, les clapets n'ayant pas fonctionné. 14 victimes.
- 16 octobre 1906 : le Lutin coule dans le lac de Bizerte au cours d'un exercice de plongée. 16 victimes.
- 16 octobre 1908 : le Fresnel après avoir procédé à ses essais à la Pallice, touche la jetée sud dans l'avant-port. Aucune victime.

Ainsi, le soir de l'accident du Pluviôse, l'amiral Boue de Lapeyrère, ministre de la Marine (parti pour Calais par le rapide de 9 heures 15), déclarait sur le quai de la gare : "Vous me voyez profondément affecté du nouveau, du terrible coup qui frappe la marine française ; le Pluviôse, l'un de nos meilleurs, de nos-plus récents submersibles, était monté par un équipage d'élite, et le lieutenant Callot, qui le commandait, était un officier en tous points remarquable.Voilà neuf ans qu'il s'était adonné l'étude des questions concernant les sous-marins, pour lesquels il n'avait pas tardé il s'éprendre d'une véritable passion. L'enseigne Engel, officier des plus distingues, le secondait parfaitement.". On demande alors s'il garde un espoir de retrouver des survivants. Le ministre répond "Mon espoir est faible, bien faible, trop faible même pour me permettre de le faire partager aux familles de tous ces braves. Et pourtant je voudrais bien me tromper. ... / ... La catastrophe a été, si prompte, si inattendue, que ce serait vraiment miracle que ces malheureux eussent eu .../... le temps de fermer les cloisons étanches destinées à empocher l'eau d'envahir le petit navire". On interroge enfin le ministre sur les causes de la catastrophe. Le ministre précise "M'est avis qu'on ne peut rendre responsable de l'accident ni le paquebot ni le submersible. Le premier suivait sa route normale vers Douvres, le second effectuait des manœuvres au large de Calais. Tout en manœuvrant, le Pluviôse est venu se placer sur la route du Pas-de-Calais. .../... Ce qui est certain, c'est qu'il évoluait sur la route du paquebot sans le savoir et qu'il a été heurté sans avoir eu le temps de se rendre compte de sa situation critique. Il repose par un fond de seize mètres .../... Nous pourrons, je crois, assez facilement, passer de puissantes élingues dans les anneaux qui sont à bâbord et à tribord des sous-marins et submersibles depuis la catastrophe du Farfadet, et le remonter ainsi à la surface".